# Louisville Open
Il Louisville Open è stato un torneo di tennis facente parte del Grand Prix e del WCT giocato dal 1970 al 1979 a Louisville negli Stati Uniti su campi in cemento nel 1970 e sulla terra verde dal 1971 al 1979.

## Albo d'oro

### Singolare
| Anno | Vincitore       | Finalista      | Punteggio            |
| ---- | --------------- | -------------- | -------------------- |
| 1970 | Rod Laver       | John Newcombe  | 6–3, 6–3             |
| 1971 | Tom Okker       | Cliff Drysdale | 3–6, 6–4, 6–1        |
| 1972 | Arthur Ashe     | Mark Cox       | 6–4, 6–4             |
| 1973 | Manuel Orantes  | John Newcombe  | 3–6, 6–3, 6–4        |
| 1974 | Guillermo Vilas | Jaime Fillol   | 6–4, 7–5             |
| 1975 | Guillermo Vilas | Ilie Năstase   | 6–4, 6–3             |
| 1976 | Harold Solomon  | Wojciech Fibak | 6–2, 7–5             |
| 1977 | Guillermo Vilas | Eddie Dibbs    | 1–6, 6–0, 6–1        |
| 1978 | Harold Solomon  | John Alexander | 6–2, 6–2             |
| 1979 | John Alexander  | Terry Moor     | 7–6, 6–7, 3–3 ritiro |

### Doppio
| Anno | Vincitori                      | Finalisti                     | Punteggio      |
| ---- | ------------------------------ | ----------------------------- | -------------- |
| 1970 | John Newcombe Tony Roche       | Roy Emerson Rod Laver         | 8-6, 5-7, 6-4  |
| 1971 | Non completato                 | Non completato                | Non completato |
| 1972 | John Alexander Phil Dent       | Arthur Ashe Robert Lutz       | 6–4, 6–3       |
| 1973 | Manuel Orantes Ion Țiriac      | Clark Graebner John Newcombe  | 0–6, 6–4, 6–3  |
| 1974 | Non disputato                  | Non disputato                 | Non disputato  |
| 1975 | Wojciech Fibak Guillermo Vilas | Anand Amritraj Vijay Amritraj | 8–1            |
| 1976 | Byron Bertram Pat Cramer       | Stan Smith Erik Van Dillen    | 6–3, 6–4       |
| 1977 | John Alexander Phil Dent       | Chris Kachel Cliff Letcher    | 6–1, 6–4       |
| 1978 | Wojciech Fibak Víctor Pecci    | Victor Amaya John James       | 6–4, 6–7, 6–4  |
| 1979 | Marty Riessen Sherwood Stewart | Vijay Amritraj Raúl Ramírez   | 6–2, 1–6, 6–1  |